# Питерское
Питерское — село в Моршанском районе Тамбовской области России. 
Входит в Ивенский сельсовет.

## География
Расположено на реке Цна, рядом села Крюково и Ивенье . До центра города Моршанска около 10 км  и 74 км до центра Тамбова. Село Питерское сложилось в начале XVII века и впервые упомянуто в писцовой книге, составленной князем В. В. Кропоткиным в 1676 году: "Село Питерское, на реке на Цне. В селе примерно 12 улиц .
Ул. Набережная, старое название( Коновяты) . В начале села находился черепичный завод , в 70-х годах прошлого века был закрыт . 
Ул. Школьная ,  (Поповщиня) раньше  стояла в центре на бугре  деревянная Церковь ,но в начале 60-Х был пожар , здание не уцелело.
Ул. Городок . (Городок) здесь находилась главная конюшня села.
Ул.Колхозная (Захарёвка)  
Ул. Молодежная (Большая дорога) 
На юге примыкает к административному центру Ивенского сельсовета — селу Ивенье. К северу находится административный центр соседнего Крюковского сельсовета — село Крюково.

## Население
| 2002 | 2010 |
| ---- | ---- |
| 626  | ↘610 |

Согласно результатам переписи 2002 года, в национальной структуре населения русские составляли 98 % от жителей.